# Tilo Wedell
Tilo Wedell (* um 1937 in Berlin) ist ein deutscher Jazzmusiker (Kontrabass, auch Tuba, Gesang).
Wedell wuchs in einem musikalischen Elternhaus auf; er erhielt früh Klavierunterricht. Auf dem Steglitzer Gymnasium lernte er Trompete, Althorn und Waldhorn. Im Berliner Jazzlokal Eierschale entdeckte er für sich den Kontrabass, den er ab 1959 in der Storyville Jazzband spielte, mit der er zahlreiche Wettbewerbe gewann und auch auf den Amateurfestivals in Düsseldorf und Zürich spielte sowie 1967 in New York und New Orleans auftrat. Zugleich war er Mitglied bei den Spree City Stompers, mit denen er diverse Aufnahmen veröffentlichte. Seit 1973 gehört er zur Sir Gusche Band, mit der zahlreiche Schallplatten und CDs entstanden, darunter Happy Music Every Day mit Peter Petrel (Deutscher Schallplattenpreis 1981). Zudem hat er ein Buch über die Berliner Jazzszene mit dem Titel Besuchsgrund verfasst.

## Diskographische Hinweise
- Das Albert Mangelsdorff Septett mit Tete Montoliu/The Spree City Stompers Deutscher Jazz-Salon Berlin 1961 (Opera 1961)
- Hawe Schneider & Seine Spree City Stompers Warte, warte nur ein Weilchen (Pool Jazz 2002; rec. 1961)
- Gerhard Vohwinkel and His Gentlemen Hallo, Mr. Dixieland (mit Heinz Wolff, Enrique Crespo, Charly Höllering, Wilson de Oliveira, Achim Scherz, Helmut Hertel, Lothar Scharf, 1973)
- Sir Gusche Band & Peter Petrel Dixieland Express (Monopol 1993)
- Jörg Swoboda/Sir Gusche Band Straßen des Himmels (Metropol Records 2005)